# Пахарь (Никопольский район)
Пахарь (укр. Пахар) — село,
Криничеватский сельский совет,
Никопольский район,
Днепропетровская область,
Украина.
Код КОАТУУ — 1222982811. Население по переписи 2001 года составляло 12 человек.

## Географическое положение
Село Пахарь находится на расстоянии в 1,5 км от села Лукиевка и в 2-х км от села Змаганье.
По селу протекает пересыхающий ручей с запрудой.
Рядом проходит автомобильная дорога Т-0435.